# Rüdiger Mues
Rüdiger Mues (* 1946) ist ein deutscher Botaniker und Hochschullehrer an der Universität des Saarlandes. Sein botanisches Autorenkürzel lautet „Mues“.

## Schriften
- Pflanzensoziologische Untersuchungen an cytologischen Rassen von Caltha palustris L. im Saarland. In: Abhandlungen der Arbeitsgemeinschaft für tier- und pflanzengeographische Heimatforschung im Saarland 4: S. 68–80 (1973).
- Chemotaxonomische Untersuchungen an Jungermaniales, basierend auf ihren phenolischen Inhaltsstoffen mit besonderer Berücksichtigung der Flavonoide. Hochschulschrift (Dissertation). Universität, Math.-Naturwiss. Fakultät, Saarbrücken 1975.
- mit E. Sauer: Beiträge zur Moosflora des Saarlandes. 1. Mitteilung. In: Faunistisch-floristische Notizen aus dem Saarland 15: S. 211–226 (1984).
- mit R. Klein und S. R. Gradstein: New reflections on the taxonomy of Pleuroziaceae supported by flavonoid chemistry. In: Journ. Hattori Bot. Lab. No. 70. 1991, S. 79–90
- (Redaktion): Große Botanische Exkursion Apulien, Süditalien. 29. März bis 14. April 1988. Exkursionsbericht. Universität des Saarlandes, Fachrichtung Botanik, [Saarbrücken], 1989.
- mit E. Sauer: Liste der Moose des Saarlandes und angrenzender Gebiete mit Bemerkungen zu kritischen Taxa. In: Abhandlungen der Delattinia 21: S. 107–143 (1994).
- mit C. Auer, E. Hanck-Huth, H. Anton & U. Lion: Chromosomenzahlen heimischer Moose. In: Abhandlungen der Delattinia 24: S. 11–24 (1998).
- (Mitarbeit): Aus Natur und Landschaft im Saarland. Jubiläumsband zum 30-jährigen Bestehen der Arbeitsgemeinschaft für Tier- und Pflanzengeographische Heimatforschung im Saarland, DELATTINIA. Schriftleitung & Herausgeber: Harald Schreiber. DELATTINIA, Fachrichtung Biogeographie, Universität des Saarlandes, Saarbrücken 1998.
- mit S. Caspari, E. Sauer, F. Hans, U. Heseler, H. Lauer, C. Schneider, T. Schneider, & P. Wolff: Liste der Moose des Saarlandes und angrenzender Gebiete mit Bemerkungen zu kritischen Taxa, 2. Fassung. In: Abhandlungen der Delattinia 26: S. 189–266 (2000).
- mit S. Caspari: Die Moosflora (Bryophyta) der ehemaligen Grube Reden im Saarland unter besonderer Berücksichtigung der Ergebnisse vom Tag der Artenvielfalt 2003. In: Abhandlungen der Delattinia 30: S. 197–206 (2006).
- mit T. Schneider, W. Minninger & H. Jacobs: Vorkommen und Verbreitung des Weißen Veilchens, Viola alba Besser, im Saarland und im angrenzenden Lothringen. In: Abhandlungen der Delattinia 39: S. 11–26 (2013).
- mit T. Schneider & P. Steinfeld: Vorkommen und Verbreitung der Fliegen-Ragwurz, Ophrys insectifera L., im Saarland und angrenzenden Gebieten. In: Abhandlungen der Delattinia 40: S. 195–220 (2014).